# À travers les Flandres 2017
La 72e édition d'À travers les Flandres (en néerlandais : Dwars door Vlaanderen) a lieu le 22 mars 2017. Elle fait partie du calendrier UCI World Tour 2017 en catégorie 1.UWT et constitue sa onzième épreuve. C'est la première fois qu'elle fait partie de l'UCI World Tour, la course faisait partie de l'UCI Europe Tour en catégorie 1.1 de 2005 à 2012 et en catégorie 1.HC de 2013 à 2016.

## Parcours
La course part de Roulers et a suivi un parcours de 203,4 km pour se terminer à Waregem. Le tracé commence par une longue section plate qui emmène les coureurs à l'Est de Roulers jusqu'à Waregem. Les coureurs quittent la ville et se dirige vers le sud. À Avelgem, le parcours se retourne à nouveau pour franchir la première montée, le Nouveau Quaremont (nl), après 92 km. Il est suivi par la montée du Kattenberg (nl), les secteurs pavés de Holleweg (nl) et de Haaghoek (nl) puis les ascensions du Leberg et du Berendries. Après la prochaine suivante, le Valkenberg, le parcours se dirige vers l'Ouest vers l'arrivée, avec encore 70 km restants. L'Eikenberg et le Taaienberg suivent peu de temps après, puis arrive alors la redoutable combinaison du Vieux Quaremont et du Paterberg. Après le dernier secteur pavé plat, le Varentstraat, le parcours est tracé vers le Nord pour les trois dernières ascensions : le Tiegemberg, aussi appelé Vossenhol, l'Holstraat (nl) et le Nokereberg. Au sommet du Nokereberg, il reste environ 10 km pour rejoindre l'arrivée à Waregem.
Douze monts sont au programme de cette édition, dont certains recouverts de pavés :
| Mont | Nom                    | Km    | Revêtement | Longueur (m) | Pente moyenne | Pente maxi | Km de l'arrivée |
| ---- | ---------------------- | ----- | ---------- | ------------ | ------------- | ---------- | --------------- |
| 1    | Nouveau Quaremont (nl) | 90,7  | Asphalte   | 2 000        | 4,2 %         | 8 %        | 112,7           |
| 2    | Kattenberg (nl)        | 110,1 | Asphalte   | 740          | 5,9 %         | 8,2 %      | 93,3            |
| 3    | Leberg                 | 122,4 | Asphalte   | 700          | 6,1 %         | 14 %       | 81,0            |
| 4    | Berendries             | 126,6 | Asphalte   | 900          | 7,2 %         | 14 %       | 76,8            |
| 5    | Valkenberg             | 131,6 | Asphalte   | 540          | 8,1 %         | 12,8 %     | 71,8            |
| 6    | Eikenberg              | 144,4 | Pavés      | 1 250        | 5,8 %         | 10 %       | 59,0            |
| 7    | Taaienberg             | 150,1 | Pavés      | 530          | 6,6 %         | 15,8 %     | 53,3            |
| 8    | Vieux Quaremont        | 167,9 | Pavés      | 1 500        | 4 %           | 11,6 %     | 35,5            |
| 9    | Paterberg              | 171,4 | Pavés      | 365          | 12,9 %        | 20,3 %     | 32,0            |
| 10   | Tiegemberg             | 182,1 | Asphalte   | 1 400        | 6,5 %         | 9 %        | 21,2            |
| 11   | Holstraat (nl)         | 186,5 | Asphalte   | 1 000        | 5,2 %         | 12 %       | 16,9            |
| 12   | Nokereberg             | 194,0 | Pavés      | 500          | 5,7 %         | 6,7 %      | 9,4             |

En plus des traditionnels monts, il y a quatre secteurs pavés :
| Secteur | Nom            | Km    | Longueur (m) | Km de l'arrivée |
| ------- | -------------- | ----- | ------------ | --------------- |
| 1       | Holleweg (nl)  | 110,8 | 1 500        | 92,6            |
| 2       | Haaghoek (nl)  | 119,5 | 1 700        | 83,9            |
| 3       | Varentstraat   | 177,2 | 2 000        | 26,2            |
| 4       | Herlegemstraat | 196,7 | 800          | 6,7             |

À ces derniers s'ajoutent deux autres secteurs pavés non répertoriés tels que Gieterijstraat (nl) (200 m) et Etikhovestraat (150 m).

## Équipes
| WorldTeams (16)- AG2R La Mondiale - Astana - Bahrain-Merida - BMC Racing Team - Bora-Hansgrohe - Cannondale-Drapac - FDJ - Katusha-Alpecin - Lotto NL-Jumbo - Lotto-Soudal - Movistar Team - Orica-Scott - Quick-Step Floors - Team Sunweb - Trek-Segafredo - UAE Team Emirates Équipes continentales professionnelles (9)- Cofidis, Solutions Crédits - Direct Énergie - Gazprom-RusVelo - Israel Cycling Academy - Roompot-Nederlandse Loterij - Sport Vlaanderen-Baloise - Verandas Willems-Crelan - Wanty-Groupe Gobert - WB-Veranclassic-Aqua Protect |
| |

## Classement final
.
| \| Classement général \| Classement général \| Classement général \| Classement général \| Classement général \| \| Coureur \| Coureur \| Pays \| Équipe \| Temps \| \| ------------------ \| ------------------ \| ------------------ \| -------------------------- \| ------------------ \| \| 1er \| Yves Lampaert \| Belgique \| Quick-Step Floors \| 4 h 47 min 26 s \| \| 2e \| Philippe Gilbert \| Belgique \| Quick-Step Floors \| + 39 s \| \| 3e \| Alexey Lutsenko \| Kazakhstan \| Astana \| + 39 s \| \| 4e \| Luke Durbridge \| Australie \| Orica-Scott \| + 39 s \| \| 5e \| Dylan Groenewegen \| Pays-Bas \| LottoNL-Jumbo \| + 1 min 03 s \| \| 6e \| Oliver Naesen \| Belgique \| AG2R La Mondiale \| + 1 min 03 s \| \| 7e \| Tiesj Benoot \| Belgique \| Lotto-Soudal \| + 1 min 03 s \| \| 8e \| Dylan van Baarle \| Pays-Bas \| Cannondale-Drapac \| + 1 min 03 s \| \| 9e \| Mitchell Docker \| Australie \| Orica-Scott \| + 1 min 03 s \| \| 10e \| Florian Sénéchal \| France \| Cofidis, Solutions Crédits \| + 1 min 03 s \| |                   |            |                            |                 |
| |                   |            |                            |                 |
| Source : ProCyclingStats |                   |            |                            |                 |
| Classement général |                   |            |                            |                 |
| Coureur | Coureur           | Pays       | Équipe                     | Temps           |
| 1er | Yves Lampaert     | Belgique   | Quick-Step Floors          | 4 h 47 min 26 s |
| 2e | Philippe Gilbert  | Belgique   | Quick-Step Floors          | + 39 s          |
| 3e | Alexey Lutsenko   | Kazakhstan | Astana                     | + 39 s          |
| 4e | Luke Durbridge    | Australie  | Orica-Scott                | + 39 s          |
| 5e | Dylan Groenewegen | Pays-Bas   | LottoNL-Jumbo              | + 1 min 03 s    |
| 6e | Oliver Naesen     | Belgique   | AG2R La Mondiale           | + 1 min 03 s    |
| 7e | Tiesj Benoot      | Belgique   | Lotto-Soudal               | + 1 min 03 s    |
| 8e | Dylan van Baarle  | Pays-Bas   | Cannondale-Drapac          | + 1 min 03 s    |
| 9e | Mitchell Docker   | Australie  | Orica-Scott                | + 1 min 03 s    |
| 10e | Florian Sénéchal  | France     | Cofidis, Solutions Crédits | + 1 min 03 s    |

## Liste des participants
| Légende | Légende                                                                    | Légende | Légende                                                    |
| ------- | -------------------------------------------------------------------------- | ------- | ---------------------------------------------------------- |
| Num     | Dossard de départ porté par le coureur sur cet À travers les Flandres      | Pos     | Position à l'arrivée de la course                          |
|         | Indique un maillot de champion national ou mondial, suivi de sa spécialité | NP      | Indique un coureur qui n'a pas pris le départ de la course |
| AB      | Indique un coureur qui n'a pas terminé la course                           | HD      | Indique un coureur qui a terminé la course hors des délais |
| DSQ     | Indique un coureur qui a été disqualifié de la course                      |         |                                                            |

| Lotto-Soudal LTS    | Lotto-Soudal LTS       | Lotto-Soudal LTS |
| ------------------- | ---------------------- | ---------------- |
| Num                 | Coureur                | Pos              |
| 1                   | Jens Debusschere (BEL) |                  |
| 2                   | Tiesj Benoot (BEL)     |                  |
| 3                   | Jasper De Buyst (BEL)  |                  |
| 4                   | Tony Gallopin (FRA)    |                  |
| 5                   | Marcel Sieberg (GER)   |                  |
| 6                   | Nikolas Maes (BEL)     |                  |
| 7                   | Jürgen Roelandts (BEL) |                  |
| 8                   | Jelle Wallays (BEL)    |                  |
| Directeur sportif : |                        |                  |

| Quick-Step Floors QST | Quick-Step Floors QST          | Quick-Step Floors QST |
| --------------------- | ------------------------------ | --------------------- |
| Num                   | Coureur                        | Pos                   |
| 11                    | Philippe Gilbert (BEL) (Route) |                       |
| 12                    | Tim Declercq (BEL)             |                       |
| 13                    | Dries Devenyns (BEL)           |                       |
| 14                    | Fernando Gaviria (COL)         |                       |
| 15                    | Iljo Keisse (BEL)              |                       |
| 16                    | Yves Lampaert (BEL)            |                       |
| 17                    | Zdeněk Štybar (CZE)            |                       |
| 18                    | Niki Terpstra (NED)            |                       |
| Directeur sportif :   |                                |                       |

| Cannondale-Drapac CDT | Cannondale-Drapac CDT     | Cannondale-Drapac CDT |
| --------------------- | ------------------------- | --------------------- |
| Num                   | Coureur                   | Pos                   |
| 21                    | Sep Vanmarcke (BEL)       |                       |
| 22                    | Sebastian Langeveld (NED) |                       |
| 23                    | Ryan Mullen (IRL)         |                       |
| 24                    | Tom Van Asbroeck (BEL)    |                       |
| 25                    | Dylan van Baarle (NED)    |                       |
| 26                    | Thomas Scully (NZL)       |                       |
| 27                    | Wouter Wippert (NED)      | AB                    |
| 28                    | Alberto Bettiol (ITA)     |                       |
| Directeur sportif :   |                           |                       |

| Movistar MOV        | Movistar MOV           | Movistar MOV |
| ------------------- | ---------------------- | ------------ |
| Num                 | Coureur                | Pos          |
| 31                  | Carlos Betancur (COL)  |              |
| 32                  | Jorge Arcas (ESP)      |              |
| 33                  | Nuno Bico (POR)        |              |
| 34                  | Héctor Carretero (ESP) |              |
| 35                  | Carlos Barbero (ESP)   |              |
| 36                  | Carlos Betancur (COL)  |              |
| 37                  | Antonio Pedrero (ESP)  |              |
| 38                  | Jasha Sütterlin (GER)  |              |
| Directeur sportif : |                        |              |

| Trek-Segafredo TFS  | Trek-Segafredo TFS   | Trek-Segafredo TFS |
| ------------------- | -------------------- | ------------------ |
| Num                 | Coureur              | Pos                |
| 41                  | Marco Coledan (ITA)  |                    |
| 42                  | Laurent Didier (LUX) | AB                 |
| 43                  | Kiel Reijnen (USA)   | AB                 |
| 44                  | Fabio Felline (ITA)  |                    |
| 45                  | Mads Pedersen (DEN)  |                    |
| 46                  | Boy van Poppel (NED) |                    |
| 47                  | Fumiyuki Beppu (JPN) | AB                 |
| 48                  | Edward Theuns (BEL)  |                    |
| Directeur sportif : |                      |                    |

| BMC Racing BMC      | BMC Racing BMC              | BMC Racing BMC |
| ------------------- | --------------------------- | -------------- |
| Num                 | Coureur                     | Pos            |
| 51                  | Loïc Vliegen (BEL)          |                |
| 52                  | Jempy Drucker (LUX)         |                |
| 53                  | Martin Elmiger (SUI)        |                |
| 54                  | Floris Gerts (NED)          |                |
| 55                  | Stefan Küng (SUI)           |                |
| 56                  | Miles Scotson (AUS) (Route) |                |
| 57                  | Francisco Ventoso (ESP)     |                |
| 58                  | Tom Bohli (SUI)             |                |
| Directeur sportif : |                             |                |

| Orica-Scott ORS     | Orica-Scott ORS               | Orica-Scott ORS |
| ------------------- | ----------------------------- | --------------- |
| Num                 | Coureur                       | Pos             |
| 61                  | Jens Keukeleire (BEL)         |                 |
| 62                  | Mathew Hayman (AUS)           |                 |
| 63                  | Caleb Ewan (AUS)              | AB              |
| 64                  | Luke Durbridge (AUS)          |                 |
| 65                  |                               |                 |
| 66                  | Christopher Juul Jensen (DEN) |                 |
| 67                  | Mitchell Docker (AUS)         |                 |
| 68                  | Roger Kluge (GER)             |                 |
| Directeur sportif : |                               |                 |

| Sunweb SUN          | Sunweb SUN             | Sunweb SUN |
| ------------------- | ---------------------- | ---------- |
| Num                 | Coureur                | Pos        |
| 71                  | Michael Matthews (AUS) |            |
| 72                  | Roy Curvers (NED)      | AB         |
| 73                  | Bert De Backer (BEL)   |            |
| 74                  | Ramon Sinkeldam (NED)  |            |
| 75                  | Tom Stamsnijder (NED)  |            |
| 76                  | Mike Teunissen (NED)   |            |
| 77                  | Albert Timmer (NED)    | AB         |
| 78                  | Zico Waeytens (BEL)    |            |
| Directeur sportif : |                        |            |

| FDJ                 | FDJ                             | FDJ |
| ------------------- | ------------------------------- | --- |
| Num                 | Coureur                         | Pos |
| 81                  | Arnaud Démare (FRA)             |     |
| 82                  | Mickaël Delage (FRA)            |     |
| 83                  | Jacopo Guarnieri (ITA)          | AB  |
| 84                  | Daniel Hoelgaard (NOR)          | AB  |
| 85                  | Ignatas Konovalovas (LTU) (Clm) | AB  |
| 86                  | Matthieu Ladagnous (FRA)        |     |
| 87                  | Olivier Le Gac (FRA)            |     |
| 88                  | Marc Sarreau (FRA)              | AB  |
| Directeur sportif : |                                 |     |

| AG2R La Mondiale ALM | AG2R La Mondiale ALM     | AG2R La Mondiale ALM |
| -------------------- | ------------------------ | -------------------- |
| Num                  | Coureur                  | Pos                  |
| 91                   | Oliver Naesen (BEL)      |                      |
| 92                   | Gediminas Bagdonas (LTU) |                      |
| 93                   | Rudy Barbier (FRA)       |                      |
| 94                   | Nico Denz (GER)          |                      |
| 95                   | Julien Duval (FRA)       | AB                   |
| 96                   | Sondre Holst Enger (NOR) | AB                   |
| 97                   | Hugo Houle (CAN)         |                      |
| 98                   | Nans Peters (FRA)        |                      |
| Directeur sportif :  |                          |                      |

| Lotto NL-Jumbo TLJ  | Lotto NL-Jumbo TLJ              | Lotto NL-Jumbo TLJ |
| ------------------- | ------------------------------- | ------------------ |
| Num                 | Coureur                         | Pos                |
| 101                 | Lars Boom (NED)                 |                    |
| 102                 | Twan Castelijns (NED)           |                    |
| 103                 | Dylan Groenewegen (NED) (Route) |                    |
| 104                 | Amund Grøndahl Jansen (NOR)     |                    |
| 105                 | Timo Roosen (NED)               |                    |
| 106                 | Gijs Van Hoecke (BEL)           |                    |
| 107                 | Robert Wagner (GER)             |                    |
| 108                 | Maarten Wynants (BEL)           |                    |
| Directeur sportif : |                                 |                    |

| Astana AST          | Astana AST                               | Astana AST |
| ------------------- | ---------------------------------------- | ---------- |
| Num                 | Coureur                                  | Pos        |
| 111                 | Matti Breschel (DEN)                     |            |
| 112                 | Laurens De Vreese (BEL)                  |            |
| 113                 | Oscar Gatto (ITA)                        |            |
| 114                 | Dmitriy Gruzdev (KAZ) (Contre-la-montre) |            |
| 115                 | Truls Engen Korsæth (NOR)                |            |
| 116                 | Alexey Lutsenko (KAZ)                    |            |
| 117                 | Riccardo Minali (ITA)                    |            |
| 118                 | Ruslan Tleubayev (KAZ)                   |            |
| Directeur sportif : |                                          |            |

| Bahrain-Merida TBM  | Bahrain-Merida TBM       | Bahrain-Merida TBM |
| ------------------- | ------------------------ | ------------------ |
| Num                 | Coureur                  | Pos                |
| 121                 | Niccolò Bonifazio (ITA)  |                    |
| 122                 | Chun Kai Feng (TWN)      | AB                 |
| 123                 | Borut Božič (SLO)        |                    |
| 124                 | Sonny Colbrelli (ITA)    |                    |
| 125                 | Iván García (ESP)        |                    |
| 126                 | Jon Ander Insausti (ESP) | AB                 |
| 127                 | David Per (SLO)          | AB                 |
| 124                 | Luka Pibernik (SLO)      |                    |
| Directeur sportif : |                          |                    |

| UAE Emirates UAD    | UAE Emirates UAD           | UAE Emirates UAD |
| ------------------- | -------------------------- | ---------------- |
| Num                 | Coureur                    | Pos              |
| 131                 | Marco Marcato (ITA)        |                  |
| 132                 | Sacha Modolo (ITA)         |                  |
| 133                 | Marko Kump (SLO)           |                  |
| 134                 | Vegard Stake Laengen (NOR) |                  |
| 135                 | Simone Consonni (ITA)      |                  |
| 136                 | Andrea Guardini (ITA)      |                  |
| 137                 | Oliviero Troia (ITA)       |                  |
| 138                 | Federico Zurlo (ITA)       |                  |
| Directeur sportif : |                            |                  |

| Katusha-Alpecin KAT | Katusha-Alpecin KAT          | Katusha-Alpecin KAT |
| ------------------- | ---------------------------- | ------------------- |
| Num                 | Coureur                      | Pos                 |
| 141                 | Jenthe Biermans (BEL)        |                     |
| 142                 | Reto Hollenstein (SUI)       |                     |
| 143                 | Viatcheslav Kouznetsov (RUS) | AB                  |
| 144                 | Marco Mathis (GER)           | AB                  |
| 145                 | Baptiste Planckaert (BEL)    |                     |
| 146                 | Nils Politt (GER)            |                     |
| 147                 | Mads Würtz Schmidt (DEN)     |                     |
| 148                 | Rick Zabel (GER)             | AB                  |
| Directeur sportif : |                              |                     |

| Bora-Hansgrohe BOH  | Bora-Hansgrohe BOH        | Bora-Hansgrohe BOH |
| ------------------- | ------------------------- | ------------------ |
| Num                 | Coureur                   | Pos                |
| 151                 | Sam Bennett (IRL)         |                    |
| 152                 | Michal Kolář (SVK)        | AB                 |
| 153                 | Erik Baška (SVK)          |                    |
| 154                 | Christoph Pfingsten (GER) |                    |
| 155                 | Lukas Pöstlberger (AUT)   |                    |
| 156                 | Juraj Sagan (SVK) (Route) |                    |
| 157                 | Aleksejs Saramotins (LAT) |                    |
| 158                 | Rüdiger Selig (GER)       |                    |
| Directeur sportif : |                           |                    |

| Direct Énergie DEN  | Direct Énergie DEN     | Direct Énergie DEN |
| ------------------- | ---------------------- | ------------------ |
| Num                 | Coureur                | Pos                |
| 161                 | Sylvain Chavanel (FRA) |                    |
| 162                 | Bryan Coquard (FRA)    |                    |
| 163                 | Romain Cardis (FRA)    |                    |
| 164                 | Ryan Anderson (CAN)    |                    |
| 165                 | Antoine Duchesne (CAN) | AB                 |
| 166                 | Yohann Gène (FRA)      |                    |
| 167                 | Adrien Petit (FRA)     |                    |
| 168                 | Alexandre Pichot (FRA) |                    |
| Directeur sportif : |                        |                    |

| Cofidis COF         | Cofidis COF               | Cofidis COF |
| ------------------- | ------------------------- | ----------- |
| Num                 | Coureur                   | Pos         |
| 171                 | Kenneth Vanbilsen (BEL)   |             |
| 172                 | Dimitri Claeys (BEL)      |             |
| 173                 | Christophe Laporte (FRA)  |             |
| 174                 | Cyril Lemoine (FRA)       |             |
| 175                 | Florian Sénéchal (FRA)    |             |
| 176                 | Jimmy Turgis (FRA)        |             |
| 177                 | Michael Van Staeyen (BEL) |             |
| 178                 | Loïc Chetout (FRA)        |             |
| Directeur sportif : |                           |             |

| Wanty-Groupe Gobert WGG | Wanty-Groupe Gobert WGG        | Wanty-Groupe Gobert WGG |
| ----------------------- | ------------------------------ | ----------------------- |
| Num                     | Coureur                        | Pos                     |
| 181                     | Guillaume Van Keirsbulck (BEL) |                         |
| 182                     | Frederik Backaert (BEL)        |                         |
| 183                     | Jérôme Baugnies (BEL)          |                         |
| 184                     | Wesley Kreder (NED)            |                         |
| 185                     | Yoann Offredo (FRA)            |                         |
| 186                     | Simone Antonini (ITA)          |                         |
| 187                     | Kevin Van Melsen (BEL)         | AB                      |
| 188                     | Pieter Vanspeybrouck (BEL)     |                         |
| Directeur sportif :     |                                |                         |

| Sport Vlaanderen-Baloise SVB | Sport Vlaanderen-Baloise SVB | Sport Vlaanderen-Baloise SVB |
| ---------------------------- | ---------------------------- | ---------------------------- |
| Num                          | Coureur                      | Pos                          |
| 191                          | Bert Van Lerberghe (BEL)     |                              |
| 192                          | Kevin Deltombe (BEL)         |                              |
| 193                          | Maxime Farazijn (BEL)        |                              |
| 194                          | Edward Planckaert (BEL)      |                              |
| 195                          | Jonas Rickaert (BEL)         |                              |
| 196                          | Jarl Salomein (BEL)          |                              |
| 197                          | Stijn Steels (BEL)           | AB                           |
| 198                          | Preben Van Hecke (BEL)       |                              |
| Directeur sportif :          |                              |                              |

| Roompot-Nederlandse Loterij RNL | Roompot-Nederlandse Loterij RNL | Roompot-Nederlandse Loterij RNL |
| ------------------------------- | ------------------------------- | ------------------------------- |
| Num                             | Coureur                         | Pos                             |
| 201                             | Pim Ligthart (NED)              |                                 |
| 202                             | Jesper Asselman (NED)           |                                 |
| 203                             | Raymond Kreder (NED)            |                                 |
| 204                             | Jens Mouris (NED)               | AB                              |
| 205                             | Taco van der Hoorn (NED)        |                                 |
| 206                             | Sjoerd van Ginneken (NED)       | AB                              |
| 207                             | Brian van Goethem (NED)         |                                 |
| 208                             | Coen Vermeltfoort (NED)         |                                 |
| Directeur sportif :             |                                 |                                 |

| Verandas Willems-Crelan VWC | Verandas Willems-Crelan VWC | Verandas Willems-Crelan VWC |
| --------------------------- | --------------------------- | --------------------------- |
| Num                         | Coureur                     | Pos                         |
| 211                         | Stijn Devolder (BEL)        |                             |
| 212                         | Dries De Bondt (BEL)        |                             |
| 213                         | Timothy Dupont (BEL)        | AB                          |
| 214                         | Michael Goolaerts (BEL)     | AB                          |
| 215                         | Aidis Kruopis (LTU)         | AB                          |
| 216                         | Christophe Prémont (BEL)    |                             |
| 217                         | Elias Van Breussegem (BEL)  | AB                          |
| 218                         | Stef Van Zummeren (BEL)     |                             |

| Gazprom-RusVelo GAZ | Gazprom-RusVelo GAZ       | Gazprom-RusVelo GAZ |
| ------------------- | ------------------------- | ------------------- |
| Num                 | Coureur                   | Pos                 |
| 221                 | Roman Maikin (RUS)        | AB                  |
| 222                 | Pavel Brutt (RUS)         |                     |
| 223                 | Alexander Porsev (RUS)    |                     |
| 224                 | Ivan Savitskiy (RUS)      | AB                  |
| 225                 | Igor Boev (RUS)           |                     |
| 226                 | Andrey Solomennikov (RUS) | AB                  |
| 227                 | Alexey Tsatevitch (RUS)   |                     |
| 228                 | Nikolay Trusov (RUS)      |                     |
| Directeur sportif : |                           |                     |

| Israel Cycling Academy ICA | Israel Cycling Academy ICA | Israel Cycling Academy ICA |
| -------------------------- | -------------------------- | -------------------------- |
| Num                        | Coureur                    | Pos                        |
| 231                        | Zakkari Dempster (AUS)     |                            |
| 232                        | Guillaume Boivin (CAN)     |                            |
| 233                        | Benjamin Perry (CAN)       | AB                         |
| 234                        | Mihkel Räim (EST) (Route)  |                            |
| 235                        | Guy Sagiv (ISR) (Route)    | AB                         |
| 236                        | Krists Neilands (LAT)      |                            |
| 237                        | Dennis van Winden (NED)    |                            |
| 238                        | Daniel Turek (CZE)         |                            |
| Directeur sportif :        |                            |                            |

| WB-Veranclassic-Aqua Protect WVA | WB-Veranclassic-Aqua Protect WVA | WB-Veranclassic-Aqua Protect WVA |
| -------------------------------- | -------------------------------- | -------------------------------- |
| Num                              | Coureur                          | Pos                              |
| 241                              | Roy Jans (BEL)                   |                                  |
| 242                              | Ludwig De Winter (BEL)           | AB                               |
| 243                              | Kevyn Ista (BEL)                 |                                  |
| 244                              | Alex Kirsch (LUX)                |                                  |
| 245                              | Lawrence Naesen (BEL)            | AB                               |
| 246                              | Thomas Deruette (BEL)            | AB                               |
| 247                              | Julien Stassen (BEL)             |                                  |
| 248                              | Maxime Vantomme (BEL)            |                                  |